# Виборчі округи Канади
Виборчий округ (англ. Electoral district, фр. Circonscription électorale) — географічна область Канади, населення якої включено в один список виборців і яка є основою парламентської демократії Канади. У народі округ іноді називають графством; це відбувається тому, що історично округи відповідали географічним межам графств. (англійською округ офіційно позначається — electoral district, хоча частіше зустрічається назва riding або constituency; французькою — circonscription électorale (офіційно) або неофіційно comté).
Виборчі округи є виключно одномандатними: кожен федеральний округ представлений у Палаті громад Канади одним депутатом; провінційні або територіальні округи також представлені одним депутатом у провінційних законодавчих зборах. Проте, в минулому деякі виборчі округи були багатомандатні як на федеральному, так і на провінційному рівнях. Колись число депутатів, які представляли деякі округи в Альберті, навіть досягало семи одночасно.
Станом на 28 червня 2004 в Канаді є 308 федеральних округів. З 1999 року Канада використовує федеральні округи і для провінційних виборів; до цього провінційні округу не відповідали федеральним. Всі інші провінції використовують на провінційному та федеральному рівнях різні округу.